# Horisme nigripunctata
Horisme nigripunctata là một loài bướm đêm trong họ Geometridae.